# Patty Hearstová (film)
Patty Hearstová je americký životopisný film z roku 1988. Natočil jej režisér Paul Schrader podle scénáře Nicholase Kazana. Pojednává o Patty Hearst, americké dívce, která byla ve svých devatenácti letech unesena členy organizace Symbionese Liberation Army, s níž později začala sama spolupracovat. Hlavní roli ve filmu ztvárnila Natasha Richardson a dále se v něm představili Ving Rhames (jako Donald „Cinque“ DeFreeze), William Forsythe, Frances Fisher, Kitty Swink a další. Hudbu k filmu složil Scott Johnson. Jeho premiéra proběhla na Filmovém festivalu v Cannes.